# 奧查德萊克村 (密歇根州)
奧查德萊克村（英語：Orchard Lake Village）是一個位於美國密歇根州奧克蘭縣的城市。

## 人口
根據2020年美國人口普查的數據，奧查德萊克村的面積為10.50平方千米，當中陸地面積為6.21平方千米，而水域面積為4.29平方千米。當地共有人口2238人，而人口密度為每平方千米213人。